# Majske Poljane
Majske Poljane falu Horvátországban, Sziszek-Monoszló megyében. Közigazgatásilag Glinához tartozik.

## Fekvése
Sziszek városától légvonalban 25, közúton 36 km-re délnyugatra, községközpontjától 1 km-re keletre a Maja-folyó jobb partján fekszik.

## Története
Majske Poljane a környék számos településéhez hasonlóan a 17. század vége felé a Boszniából a török uralom elől menekülő pravoszláv szerbekkel népesült be. 1696-ban a szábor a bánt tette meg a Kulpa és az Una közötti határvédő erők parancsnokává, melyet hosszas huzavona után 1704-ben a bécsi udvar is elfogadott. Ezzel létrejött a Báni végvidék, horvátul Banovina (vagy Banja), mely katonai határőrvidék része lett. 1745-ben megalakult a Glina központú első báni ezred, melynek fennhatósága alá ez a vidék is tartozott. 1881-ben megszűnt a katonai közigazgatás. A falunak 1857-ben 746, 1910-ben 1315 lakosa volt. 1918-ban az új szerb-horvát-szlovén állam, majd később Jugoszlávia része lett. A második világháború idején a Független Horvát Állam része volt. 1991. június 25-én jogilag ugyan a független Horvátország része lett, de szerb lakossága a Krajinai Szerb Köztársasághoz csatlakozott. 1995. augusztus 8-án a Vihar hadművelettel foglalta vissza a horvát hadsereg. A szerb lakosság elmenekült de később sokan visszatértek. A településnek 2011-ben 196 lakosa volt, akik mezőgazdasággal és állattartással foglalkoztak.

## Népesség
| Lakosság változása | Lakosság változása | Lakosság változása | Lakosság változása | Lakosság változása | Lakosság változása | Lakosság változása | Lakosság változása | Lakosság változása | Lakosság változása | Lakosság változása | Lakosság változása | Lakosság változása | Lakosság változása | Lakosság változása | Lakosság változása |
| ------------------ | ------------------ | ------------------ | ------------------ | ------------------ | ------------------ | ------------------ | ------------------ | ------------------ | ------------------ | ------------------ | ------------------ | ------------------ | ------------------ | ------------------ | ------------------ |
| 1857               | 1869               | 1880               | 1890               | 1900               | 1910               | 1921               | 1931               | 1948               | 1953               | 1961               | 1971               | 1981               | 1991               | 2001               | 2011               |
| 746                | 852                | 825                | 1.033              | 1.157              | 1.315              | 1.121              | 1.378              | 927                | 915                | 883                | 806                | 658                | 602                | 325                | 196                |

## Nevezetességei
Krisztus Feltámadása tiszteletére szentelt pravoszláv parochiális temploma a falu feletti hegyen áll. A templomot legkésőbb 1820-ban építették, mert a korabeli források szerint ekkor már a bejárati kapu is megvolt. Egyhajós épület félköríves szentéllyel, magas, fából készült kazettás mennyezettel. A főhomlokzatból emelkedik ki a fából ácsolt harangtorony. Az épület az 1909-es földrengésben megrongálódott. A II. világháború után 1946-ban újjáépítették. Ikonosztázát a glinai Szent György templomból hozták át, de a II. világháború során megsemmisült. A ma látható ikonosztázt a délszláv háborút követően a buzetai Vasilije Muždek adományozta a templomnak. Előtte magas gyertyatartók állnak, melyek 1886-ban készültek. A boltozatot figurális és növényi motívumok díszítik. A templom nagy történeti és építészeti értéket képvisel.
Védett épület a Brdo településrész közelében álló emeletes fa lakóház.